# زكريا بن بخنس
زكريا بن بخنس (ج .822  –  ج. 854) كان حاكم مملكة المقرة النوبية. في عام 833 توقف عن دفع البقط لحكام مصر، واستعد لمحاربة الخليفة العباسي المعتصم (833-842) على الجزية. أرسل ابنه جورجيوس لإعادة التفاوض على الشروط، وخفض المعتصم الدفع مرة واحدة كل ثلاث سنوات.
عندما رفض البجا تكريم العباسيين عام 854، انضمت إليهم قوات المقرَة في مهاجمة مصر. وقتلوا المصريين العاملين في مناجم الزمرد في الصحراء الشرقية، وغزوا صعيد مصر ونهبوا إدفو وإسنا والعديد من القرى الأخرى.1